# Cupuán del Río
Cupuán del Río är en ort i Mexiko.   Den ligger i kommunen La Huacana och delstaten Michoacán de Ocampo, i den södra delen av landet, 300 km väster om huvudstaden Mexico City. Cupuán del Río ligger 230 meter över havet och antalet invånare är 1 167.
Terrängen runt Cupuán del Río är varierad. Runt Cupuán del Río är det glesbefolkat, med 16 invånare per kvadratkilometer. Närmaste större samhälle är La Mira Tumbiscatio, 14,5 km sydväst om Cupuán del Río. I omgivningarna runt Cupuán del Río växer huvudsakligen savannskog.